# شنود مخابراتی همه‌جانبه
بر اساس قانون اساسی ایالات متحده آمریکا شنود مخابراتی همه‌جانبه بر شنود ارتباطات مخابراتی هدف مورد نظر تمرکز دارد. برای نمونه، اگر هدف، تلفن مورد استفاده معمول خود را رها کرده و از خط دیگری استفاده کند باید مجوز نظارتی دیگری برای شنود خط جدید صادر شود. اما با «شنود مخابراتی همه‌جانبه» دیگر نیازی به دریافت مجوز جدید نیست.
در آمریکا بر اساس متمم‌های وضع شده برای عنوان سوم جلد جامع لایحه کنترل جرائم و خیابان‌های امن مصوب ۱۹۶۸ (اساسنامه شنود)، این عمل شنود در سال ۱۹۸۸ توسط لایحه حریم شخصی ارتباطات الکترونیک، ممکن شد و بعدها بر اساس بخش ۶۰۴ لایحه اجازه اطلاعاتی سال مالی ۱۹۹۹ توسعه داده شد. در ۲۶ می سال ۲۰۱۱ مجلس سنای ایالات متحده آمریکا به تمدید ماده لایحه میهن‌دوستی برای جستجو در سوابط تجاری و اجازه شنود مخابراتی همه‌جانبه داد. ماده شنود مخابراتی همه‌جانبه لایحه میهن‌دوستی مدت کوتاهی در یکم ژوپن سال ۲۰۱۵ منقضی شد. اما روز بعد با تصویب لایحه آزادی آمریکا دوباره به جریان افتاد.